# 三山祖庙遗址
三山祖庙，位于中国广东省揭阳市揭西县河婆镇庙角村，为揭阳市揭西县的一个省级文物保护单位，类型为其他，公布时间为2010年。